# Молде (аеропорт)
Аеропорт Молде (норв. Molde lufthavn; (IATA: MOL, ICAO: ENML)) — міжнародний аеропорт, що обслуговує місто Молде, Норвегія. Він знаходиться на березі Молдефіорду в Оре, на відстані 5 км на схід від центру міста. Зона обслуговування аеропорту охоплює район Ромсдал.
Аеропорт має злітно-посадкову смугу розміром 2 220 на 45 м, з напрямком 07/25. У 2014 році аеропорт, який належить і управляється державною компанією Avinor, обслужив 481 406 пасажирів. Регулярні рейси в Осло здійснюються Scandinavian Airlines і Norwegian Air Shuttle, а в Берген, Сторд і Тронгейм — Widerøe. Wizz Air виконує міжнародні рейси до Гданська, інші здійснюють сезонні рейси до місць відпочинку.
Пропозиції щодо аеропорту, який обслуговував би Молде, обговорювалися з 1940 року, але в кінцевому підсумку пріоритетними були сусідні міста Олесунн і Крістіансунн. Будівництво почалося в 1969 році, а аеропорт відкрився 5 квітня 1972 року. Регулярні послуги почала компанія Braathens SAFE, яка мала літаки Fokker F-27 та Fokker F-28, а пізніше також більші Boeing 737. Уряд взяв на себе управління з 1978 року. Нові або розширення терміналів відбувалися чотири рази, у 1982, 1993, 2008 та 2012 роках. Чартери інклюзивних турів (ІТ) пропонуються з 2004 року.

## Історія

### Планування
Пропозиції щодо аеропорту, який обслуговував би Молде, були вперше висунуті в 1940 році. Після німецької окупації Норвегії Люфтваффе було зацікавлене у будівництві аеродрому для охоплення графства Мере-ог-Ромсдал. Вони розглядали два місця — Оре та острів Госсен в Аукрі. Останній був обраний, в результаті чого було побудовано аеропорт Аукра, Госсен з його 1600 метровою дерев'яною злітно-посадковою смугою. Після закінчення війни цивільна комісія розглядала можливість будівництва цивільного центрального аеропорту для округу. Було зроблено висновок, що Госсен був підходящим місцем, оскільки він був рівним і розташований між великими містами Олесунн і Молде. Було зроблено значні інвестиції, і вартість перетворення об'єкта на цивільний аеропорт мала бути невисокою. Проте були скарги на те, що аеропорт розташований надто далеко від Крістіансунна та Олесунна, і що графство найкраще обслуговуватиметься кількома аеропортами. Парламент затвердив аеропорт у Госсені в 1952 році.
Авіакомпанія West Norway Airlines встановила маршрут гідролітака з Бергена через Олесунн, Молде та Крістіансунн до Тронгейма в 1950 році. У Молде він працював з водного аеропорту, що розташовувався в порту в центрі міста. У 1954 році авіакомпанія запропонувала побудувати чотири аеропорти короткого зльоту та посадки вздовж узбережжя, включаючи один у Молде. Вони сподівалися обслуговувати їх за допомогою Scottish Aviation Twin Pioneers. Оре було кращим місцем, хоча також розглядався Лангмірен. Однак літак не був схвалений владою, здебільшого через недостатню систему антиобледеніння. Це призвело до того, що плани щодо аеропорту Олесунн стали пріоритетними, і незабаром локація була модернізована, що дозволило йому відкритися 7 червня 1958 року. West Norway Airlines припинила свої рейси з Молде після сезону 1956 року.
У відповідь на це у вересні 1958 року муніципалітет Молде створив комітет аеропорту та купив землю в Оре, яка на той час була розташована в муніципалітеті Болсей. Очолювана купцем Петтером Петтерссоном, вона запропонувала будівництво 1 250 м злітно-посадкової смуги, що дозволило б йому приймати літаки Fokker F-27 Friendships Braathens SAFE. У той час муніципалітет Молде мав право побудувати муніципальний аеропорт, якщо він дотримувався правил безпеки. Це вимагало пробних посадок, але через обмежені можливості Адміністрація цивільної авіації їх не проводила до жовтня 1961 року. На той час правила змінилися, і для роботи аеропортів потрібна була державна концесія. Урядова комісія аеропорту була затверджена в 1962 році, призупинивши всі місцеві плани аеропорту. Комісія рекомендувала запровадити нові запаси міцності з безпеки, для чого необхідно було б придбати більшу земельну ділянку. Власники землі, яких це торкнулось, не були зацікавлені в продажу, що змусило муніципалітет експропріювати землю. Питання не було завершено, поки Верховний суд не виніс остаточне рішення на користь муніципалітету.
Державна комісія розглядала кілька місць, які могли б обслуговувати Молде та Крістіансунн, або спільно, або шляхом будівництва двох аеропортів. Відкинуті місця включали Госсен, Ітре Френа, Генда в Аверої, Осмарка і Тінгволл. Лише Оре та Квернбергет у Крістіансунні були визнані придатними, причому основний акцент було зроблено на їх близькості до центрів відповідних міст. У 1964 році комісія прийшла до висновку, що Крістіансунн отримає найвищий пріоритет разом з аеропортом Гарстад/Нарвік. Молде посів третє місце.
Міська влада Молде в червні 1965 року вирішила, що вона може самостійно фінансувати аеропорт та почала працювати над планами. 26 квітня 1966 року Braathens SAFE підтвердила, що авіакомпанія готова сполучати Молде з Осло, Тронгеймом і Бергеном. Оре отримав допомогу в 1968 році, коли Адміністрація цивільної авіації змінила пріоритетність аеропортів, поставивши Молде на перше місце. Вона посилався на менші інвестиції, передбачені на рівні 13,2 мільйона норвезьких крон, а не 22,4 мільйона для Квернбергету. Муніципалітет зв'язався з підрядником, який прийшов із заявкою на вирівнювання ділянки. Влада отримала позику від компанії Kommunal Landspensjonskasse та звернулась до Міністерства транспорту та зв'язку в 1969 році за дозволом на початок будівництва. Там відповіли про нейтральне ставлення до цього, однак позитивну відповідь надало Міністерство місцевого самоврядування. На той час будівництво аеропорту Крістіансанн (Квернбергет) вже велося, а аеропорт було відкрито 30 червня 1970 року. Була певна кількість суперечок щодо будівництва аеропорту Молде. Це могло призвести до меншої зони обслуговування двох аеропортів, що може поставити під загрозу доцільність рейсів в регіоні в цілому.

### Будівництво
Наземні роботи було укладено за контрактом з компанією Olav T. Meisingset & Co., а роботи розпочалися на початку 1969 року. Вони витратили 110 000 людино-годин, щоб провести 750 000 кубометрів земляних робіт. Це передбачало засипку частини Молдефіорду, хоча моренний ґрунт полегшив роботу. Над проектом працювало щонайбільше тридцять людей. Коли підготовчі роботи були завершені, аеропортом зацікавилися приватні літаки. Їх стримали лише стратегічне розміщення будівельної техніки вздовж злітно-посадкової смуги. Після того, як у 1970 році поклали асфальт, приземлився перший такий літак. Вони продовжували використовувати аеродром протягом зими без будь-якого офіційного дозволу, але й без перешкоджання адміністрації аеропорту. Першою офіційною посадкою був тестовий політ CAA 17 березня 1971 року. Наступні роботи розпочалися на терміналі, операційній будівлі та диспетчерській вежі. Головним підрядником виступив Арне Моен.
Співробітники аеропорту приступили до роботи 1 березня 1972 року. Того ж дня Braathens SAFE відкрив квиткову касу на площі Godtfred Lies у центрі Молде. Офіс також займався місцевим продажем квитків на Widerøe. Офіційне відкриття аеропорту відбулося 5 квітня, його відвідали від семи до восьми тисяч людей. Спочатку аеропорт мав чотирнадцять працівників. На момент відкриття система посадки за приладами ще не була встановлена. На Таутрі встановлено ненаправлений маяк і візуальний покажчик ухилу заходу на посадку на ЗПС. Пізніше в 1972 році було встановлено два локалізатори. Аеропорт також отримав кафе.

## Авіалінії та напрямки
Найбільш завантаженим маршрутом із Молде є рейси до Осло, які здійснюються як Scandinavian Airlines, так і Norwegian Air Shuttle, обидва з трьома щоденними рейсами туди й назад на Boeing 737. Регіональний перевізник Widerøe здійснює кілька щоденних рейсів до Тронгейма та Бергена, подавши до суду на Bombardier Dash 8s. Wizz Air двічі на тиждень літає до Гданська. У 2014 році летовище обслужило 481 406 пасажирів, здійснив 9 412 рейсів і обробив 3 517 тонн вантажу. Аеропорт Молде обслуговує четвертий за кількістю внутрішніх рейсів у країні. Аеропорт працював із дефіцитом норвезьких крон 40 мільйонів у 2012 році.
| Авіакомпанія          | Пункт призначення                                    |
| --------------------- | ---------------------------------------------------- |
| Aegean Airlines       | Сезонний чартер: Родос]                              |
| Croatia Airlines      | Сезонний чартер: Спліт                               |
| Norwegian Air Shuttle | Осло-Гардермуен                                      |
| Scandinavian Airlines | Осло-Гардермуен Сезонний чартер: Ханья, Гран-Канарія |
| Widerøe               | Берген                                               |
| Wizz Air              | Гданськ                                              |

## Статистика
Див. джерело запитів Вікіданих та джерела.